# 中村ちづる
中村 ちづる（なかむら ちづる、1974年 - ）は、岡山県岡山市在住・広島県福山市出身 のグラフィックデザイナー、Webデザイナー、イラストレーター。数多くの商品パッケージデザインからキャラクターデザインまで手がける。当初はプロダクトデザイナーを目指していたが、在学中にパッケージデザインに興味を持ち、グラフィックデザインの世界へと足を踏み入れる。可愛らしいタッチのイラストが特徴。
ロゴデザインでは「日本タイポグラフィ年鑑2007」掲載。

## 主な作品
- 技術評論社発行『パソコン楽ラク入門シリーズ』装幀
- 通信教育のフォーサイト - キャラクター・ロゴ・Webデザインなど
- パナソニック - ゲームキャラクター
- イトマン - 「Prepet」（動物型ボックスティッシュ）の企画・デザイン